# Hery Rajaonarimampianina
Hery Martial Rajaonarimampianina Rakotoarimanana (Antananarivo, 6 novembre 1958) è un politico malgascio, Presidente del Madagascar dal 25 gennaio 2014 al 7 settembre 2018, data delle sue dimissioni.